# کارل هوفمان
کارل هوفمان (آلمانی: Carl Hoffmann؛ ۹ ژوئن ۱۸۸۵ – ۵ اوت ۱۹۴۷) فیلم‌بردار، کارگردان و تهیه‌کننده فیلم اهل آلمان بود.

## گزیدهٔ فیلم‌شناسی
- تونل (۱۹۳۳)
- آینه اسرارآمیز (۱۹۲۸)
- فاوست (۱۹۲۶)
- قطار سریع‌السیر عشق (۱۹۲۵)
- نیبه‌لونگ‌ها (۱۹۲۴)
- دکتر مابوزه: قمارباز (۱۹۲۲)
- پرواز به سوی مرگ (۱۹۲۱)
- لِیدی همیلتون (۱۹۲۱)
- مجسمه نیم‌تنه یانوس (۱۹۲۰)